# 安德斯·吕德贝里
安德斯·吕德贝里（瑞典語：Anders Rydberg，1903年3月3日—1989年10月26日），瑞典男子足球运动员，场上位置是守门员。他曾代表瑞典国家队参加1934年国际足联世界杯，结果队伍获得第八名。